# Söding-Sankt Johann
Söding-Sankt Johann est une municipalité depuis 2015 dans le district de Voitsberg en Styrie, en Autriche.
Elle a été créée dans le cadre de la réforme structurelle des municipalités de Styrie à la fin de 2014, par la fusion des communes de Söding et Sankt Johann-Köppling.